# Chatroom (film)
Pour les articles homonymes, voir Chatroom.
Pour plus de détails, voir Fiche technique et Distribution.
Chatroom est un thriller britannique réalisé par Hideo Nakata, sorti le 11 août 2010.

## Synopsis
Le film suit l'histoire de cinq adolescents qui se rencontrent sur internet et s'entraident pour résoudre leurs problèmes familiaux, amicaux et sentimentaux. La situation dérape lorsque l'un d'eux, Jim, dépressif depuis l'enfance, cherche à effacer son passé. Il va rencontrer William qui dit pouvoir l'aider à résoudre ses problèmes.

## Fiche technique
- Réalisation : Hideo Nakata
- Scénario : Enda Walsh
- Production : Laura Hastings-Smith, Alison Owen et Paul Trijbits
- Photographie : Benoît Delhomme
- Montage : Masahiro Hirakubo
- Musique : Kenji Kawai
- Décors : Jon Henson
- Costumes : Julian Day
- Photo : Benoît Delhomme
- Montage : Masahiro Hirakubo
- Producteur : Laura Hastings-Smith
Alison Owen
Paul Trijbits
- Distribution : Diaphana Distribution (France)
- Pays :  Royaume-Uni
- Langue : anglais
- Format : 1,85 : 1 - couleur
- Date de sortie : 
  -  France : 14 mai 2010 (Cannes Film Festival); 11 août 2010 en sortie nationale
  -  Royaume-Uni : 22 décembre 2010

## Distribution
- Aaron Johnson : William
- Imogen Poots : Eva
- Matthew Beard : Jim
- Hannah Murray : Emily
- Daniel Kaluuya : Mo
- Megan Dodds : Grace
- Michelle Fairley : Rosie
- Nicholas Gleaves : Paul
- Jacob Anderson : Si
- Tuppence Middleton : Candy
- Ophelia Lovibond : Charlotte
- Richard Madden : Ripley
- Elarica Gallacher : Ushi

## Autour du film
À l'origine, Chatroom est une pièce de théâtre d'Enda Walsh. 
Nakata déclare à propos de son film : « Par la communication virtuelle, Internet amplifie de façon spectaculaire les émotions négatives : l'anxiété, la peur, l'envie, la haine et la colère. Il arrive même que certaines personnes se suicident ou tuent d'autres innocents. » «...Les deux jeunes protagonistes masculins ne supportent plus la réalité de leur vie et sont fascinés par l'idée de la mort. »